# Master of Magic
Master of Magic is een singleplayer, fantasy, turn-based strategy computerspel gemaakt door Simtex en uitgebracht voor MS-DOS door MicroProse in 1994. De speler speelt een magiër die de macht probeert te krijgen over twee werelden. Startend met een klein dorpje moet de speler een imperium opbouwen en de andere magiërs ofwel militair ofwel met de spreuk "Spell of Mastery" overwinnen. Om dit voor elkaar te krijgen moet de speler hulpbronnen beheren, steden en legers bouwen en spreuken onderzoeken.
De eerste versie van Master of Magic bevatte veel bugs en werd sterk bekritiseerd door de recensenten. De laatste officiële patch versie 1.31 werd uitgebracht in maart 1995. Hiermee werden veel bugs verholpen en werd de AI verbeterd. Deze versie werd door de recensenten een stuk gunstiger ontvangen..
In augustus 2019 werd een remake aangekondigd. Deze kwam in december 2022 uit. De remake is ontwikkeld door MuHa Games, een kleine studio in Polen en gepubliceerd door Slitherine Software.